# Okwanuchu
Okwanuchu, Okwanuchu Indijanci pripadaju porodici Shastan a domovina im je na gornjem toku Sacramenta u blizini Salt i Bounder Creeka, te u području rijeke McCloud i Squaw Creeka u Kaliforniji. Planina Shasta bila im je sveto mjesto kao i za plemena Shasta, Pit River, Wintu, Karok, i Modoc. 
Kultura im je bila slična njihovim susjedima. Značajno mjesto imao je svakako ribolov (losos). O njihovom brojnom stanju isto se ništa ne zna. Prema Alfredu Kroeberu oni su 1918. već izumrli, međutim prema (O'Donnellu) ipak ima njihovih potomaka među Shastama. Jezik im je bio srodan drugim jezicima iz grupe Shasta. Značenje imena nije poznato.  

## Vanjske poveznice
- Shasta  Arhivirana inačica izvorne stranice od 3. ožujka 2016. (Wayback Machine)
- Swanton